# François Joseph Bosio

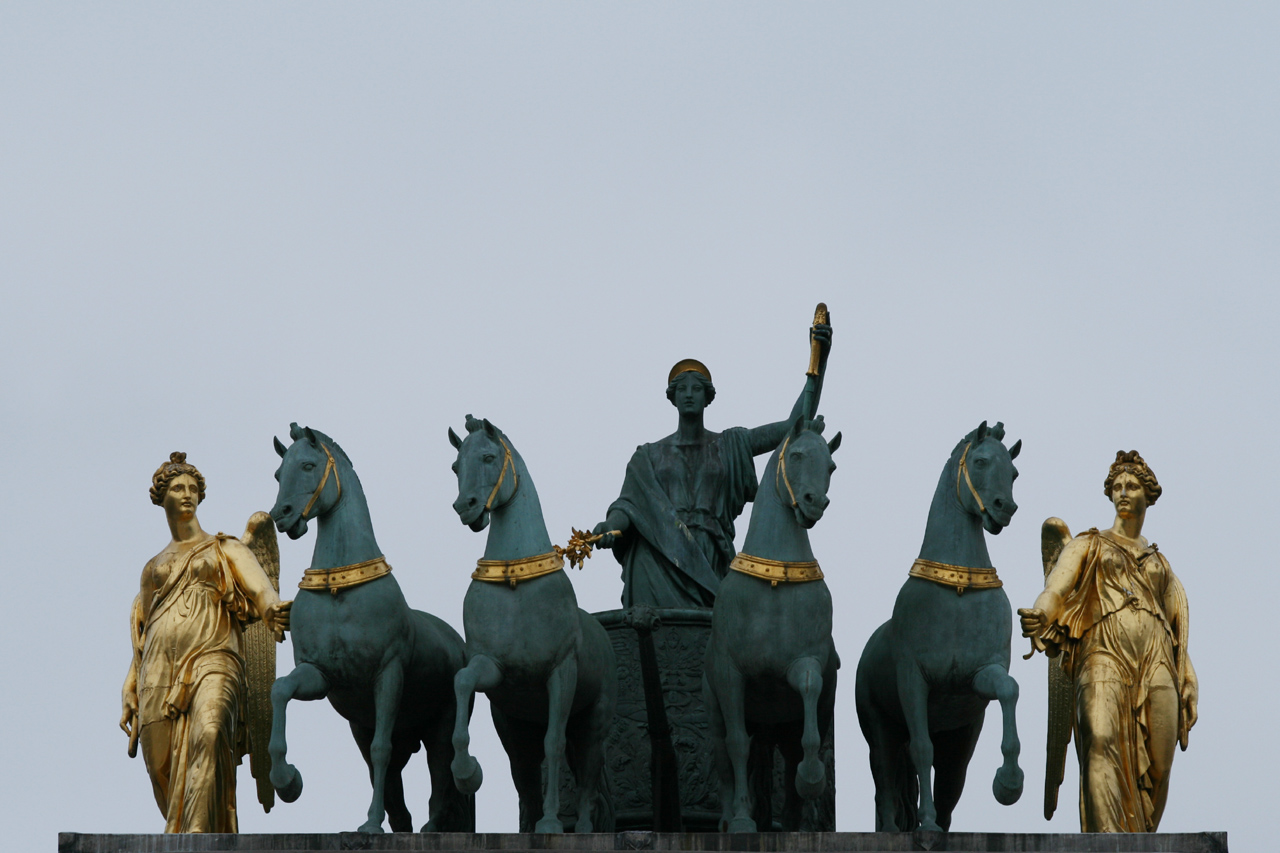
Cuadriga que corona el Arco de Triunfo del Carrusel.

François Joseph Bosio (Mónaco, 1768 - París, 1845) fue un escultor monegasco, artista oficial bajo el Primer Imperio Francés y la Restauración.

## Biografía
Bosio fue alumno del escultor Augustin Pajou y trabajó primero en Italia para la Iglesia en el decenio de 1790. Más tarde fue contratado por Vivant Denon en 1808, que le confió la ejecución de los bajorrelieves de la Columna Vendôme, sita en la Plaza Vendôme de París, y de ser el retratista de Napoleón y su familia. Ejecutó también un busto de la emperatriz Josefina.
Bosio ejecutaría las alegorías de Francia y la Fidelidad para el monumento que concibió el arquitecto Louis-Hippolyte Lebas para el Palacio de Justicia de París, que fue inaugurado en diciembre de 1822.
En 1821, Luis XVIII le nombró caballero de la Orden de San Miguel. Esculpió más tarde la estatua ecuestre del rey Luis XIV para la Plaza de las Victorias y fue nombrado oficial de la Legión de Honor. Carlos X le nombró barón en 1825. 
Entre los escultores que fueron alumnos de Bosio está Daniel Ducommun de Locle.

## Obras
- Estatua ecuestre de Luis XIV
- Cuadriga, que corona el Arco de Triunfo del Carrusel.
- Apoteosis de Luis XVI
- Francia y la fidelidad
- Aristeo
- Jacinto
- hercules
- Retrato de Carlos X